# Entwistle (Alberta)
Pour les articles homonymes, voir Entwistle.
Entwistle est un hameau situé dans la province d'Alberta, dans le centre.